# Кадин Ана джамия
Кадин Ана джамия (на македонска литературна норма: Кадин Ана џамија) е действащ мюсюлмански храм в град Щип, в източната част на Република Македония.
Кадин Ана джамия е основният храм на мюсюлманите в Щип. Изградена е в XIX век, но няма данни за точната година. В началото на XX век е реставрирана, при което оригиналната ѝ форма и вътрешност са променени.